# Kemopetrol
Kemopetrol ist eine finnische Pop/Rock-Band aus Helsinki, die sich nach dem tschechischen Eishockeyteam Chemopetrol Litvinov benannt hat.
Die Bandmitglieder sind Sängerin Laura Närhi, Schlagzeuger Teemu Nordman, Gitarrist Marko Soukka und Keyboarder Kalle Koivisto, welcher auch die Songs für Kemopetrol schreibt. Alle Liedtexte sind auf Englisch verfasst.
Neben zahlreichen Auftritten in Finnland hat die Band auch schon in Spanien, Italien, Frankreich, Russland, England und Deutschland gespielt.

## Bandgeschichte
Marko Soukka und Kalle Koivisto haben Kemopetrol im November 1998 gegründet – ursprünglich als ein Ambient-Projekt. Im Dezember desselben Jahres hat Kalle Koivisto Laura Närhi auf einer Party getroffen. Später spielte er ihr einige Songs vor, die er geschrieben hatte. Daraufhin schloss sich Laura der Band im Januar 1999 an. Ihr folgten im gleichen Jahr der Schlagzeuger Teemu Nordman und der Bassist Kari Myöhänen. Im darauf folgenden Juli ging die Band dann ins Studio.
Kemopetrols erste Single Child Is My Name wurde gegen Ende des Jahres 1999 veröffentlicht und war ein großer Erfolg für die Band sowie das neu gegründete Indie-Label Plastinka und zugleich der Durchbruch für die Finnen.
Im Jahr 2000 wurde ihr Debütalbum Slowed Down veröffentlicht. Das Album enthält einen Mix aus Rock- und Jazzelementen, der mit elektronischer Musik kombiniert wurde.
2001 kam eine 2-CD Edition des Albums Slowed Down auf den Markt. Eine der beiden CDs ist identisch mit dem Debütalbum, während sich auf der anderen CD Remixe und Live-Versionen der Songs befinden.
Im März 2002 wurde die Single Saw It on TV veröffentlicht, zwei Monate später das dazugehörige Album Everything’s Fine.
2004 kamen die Single My Superstar und das Album Play For Me heraus. Da Kari Myöhänen die Band im Jahr zuvor verlassen hatte, spielt Kemopetrols Produzent Kalle Chydenius auf diesen Veröffentlichungen den Bass. Kurz nach der Veröffentlichung von Play For Me stieß Lauri Hämäläinen als neuer fester Bassist zu der Band.
Das vierte Album der Band, Teleport, wurde am 29. März 2006 veröffentlicht. Ihm war die Single Planet am 8. März vorausgegangen. Das neueste Album weist Discoeinflüsse der 80er Jahre auf, inklusive Synthesizerverwendung aus ebendieser Zeit.
2008 beteiligte sich Kemopetrol mit dem Lied En tahdo sinua enää auf Finnisch an dem Tributalbum melkein vieraissa für Leevi and the Leavings.
Laura Närhi singt nebenbei auch solo. So hat sie zum Soundtrack des Films Kuutamolla den Song Se Ei Mee Pois beigesteuert. Zudem hat sie Alimo&Control ihre Stimme für den Song Tarkkaillaan geliehen. Beide Songs, Se Ei Mee Pois und Tarkkaillaan, haben finnische Texte. Ihr Soloalbum Suuri sydän wurde im August 2010 veröffentlicht.
Die Band begann im Mai 2008 mit den Aufnahmen für ihr fünftes Studioalbum. Um diese Zeit verließ Lauri Hämäläinen die Band. Im Mai 2010 kündigte die Band an, dass die Arbeiten am Album aufgrund von Lauras Soloprojekten vorübergehend pausiert wurden. Das fünfte Album mit dem Titel A Song & A Reason wurde schließlich am 21. September 2011 veröffentlicht.
2020 plante die Band eine Jubiläumstournee zum 20-jährigen Bestehen von Slowed Down, die aufgrund der COVID-19-Pandemie auf 2021 verschoben wurde. Im Frühjahr 2021 gab Kemopetrol einige Streaming-Konzerte, gefolgt von Sommerfestivals und einer Herbsttournee, bei der die Band Slowed Down in voller Länge sowie ausgewählte Titel von anderen Alben spielte. Die Tournee endete mit einem ausverkauften Konzert in der Tavastia in Helsinki.
Kemopetrol hat ihr sechstes Studioalbum Engine am 24. Januar 2025 veröffentlicht. Drei Singles wurden im Vorfeld herausgebracht:
- I Can See Across the World! (22. September 2023)
- Are You Coming Home? (31. Mai 2024)
- Something’s Got to Change (8. November 2024).

## Diskografie

### Alben
- 2000: Slowed Down
- 2002: Everything’s Fine
- 2004: Play for Me
- 2006: Teleport
- 2011: A Song & A Reason
- 2025: Engine

### Singles
- 1999: Child Is My Name
- 2000: Tomorrow
- 2000: African Air
- 2000: Disbelief
- 2002: Saw It on TV
- 2002: Goodbye
- 2004: My Superstar
- 2006: Planet
- 2006: Already Home
- 2006: Overweight & Underage
- 2011: Changing Lanes
- 2023: I Can See Across the World!
- 2024: Are You Coming Home?
- 2024: Something’s Got to Change